# Cook Shire
Koordinaten: 15° 28′ S, 145° 15′ O

Das Cook Shire ist ein lokales Verwaltungsgebiet (LGA) im australischen Bundesstaat Queensland. Das Gebiet ist 105.724 km² groß und hat etwa 4200 Einwohner.

## Geografie
Das Shire liegt im Nordosten des Staats und nimmt einen Großteil der Kap-York-Halbinsel ein. Es ist etwa 1560 km von der Hauptstadt Brisbane entfernt.
Größte Stadt und Verwaltungssitz der LGA ist die Stadt Cooktown an der Ostküste mit etwa 1751 Einwohnern (2631 mit Umgebung, Stand 2016). Zentraler Ort des nördlichen Teils der Kap-York-Halbinsel ist Coen (328).  Kleinere Ortschaften (townships) sind Marton, Lakeland (299), Laura (151), Portland Roads, Ayton und Rossville (Bloomfield, 403).

## Geschichte
Bereits in den 40er Jahren des 19. Jahrhunderts durchstreiften Forscher die nordöstliche Halbinsel. Die Bodenschätze in der Gegend förderten schnell die Besiedlung und mit dem 1876 gegründeten Cooktown hatte sie ihren wichtigsten Hafen. Das Cook Shire entstand 1919 aus dem Hann Shire und dem Daintree Shire, 1932 kam Cooktown hinzu, das bis dahin selbstständig gewesen war.

## Verwaltung
Der Cook Shire Council hat sieben Mitglieder. Der Mayor (Bürgermeister) und sechs weitere Councillor werden von allen Bewohnern des Shires gewählt. Die LGA ist nicht in Wahlbezirke unterteilt.